# Теодор Ерсар дьо Ла Вилмарке
Теодор Ерсар дьо Ла Вилмарке (на френски: Théodore Hersart de La Villemarqué) е френски фолклорист, филолог и благородник (виконт).

## Биография
Роден е на 7 юли 1815 година в Кемперле, Бретан, в семейството на благородник и политик с консервативни възгледи. Интересува се от бертанския фолклор и завършва Националното училище за харти в Париж. През 1839 година издава „Барзаз Брейз“, сборник с бретански народни песни, значително преработени от него, който изиграва важна роля за популяризирането на местния фолклор, както и за формирането на бретонското национално движение.
Теодор Ерсар дьо Ла Вилмарке умира на 8 декември 1895 г. в Кемперле.